# Leucogramma
Leucogramma är ett släkte av fjärilar. Leucogramma ingår i familjen nattflyn.
Kladogram enligt Catalogue of Life:
| Leucogramma | \| \| Leucogramma hypenoides \| \| \| \| \| \| Leucogramma niveilinea \| \| \| \| |
|             | \| \| Leucogramma hypenoides \| \| \| \| \| \| Leucogramma niveilinea \| \| \| \| |
|             | Leucogramma hypenoides                                                            |
|             |                                                                                   |
|             | Leucogramma niveilinea                                                            |
|             |                                                                                   |